# 25e Screen Actors Guild Awards
De 25e Screen Actors Guild Awards, waarbij prijzen werden uitgereikt voor uitstekende acteerprestaties in film en televisie voor het jaar 2018, gekozen door de leden van SAG-AFTRA, vonden plaats op 27 januari 2019 in het Shrine Auditorium in Los Angeles. De prijs voor de volledige carrière werd uitgereikt aan Alan Alda.

## Film

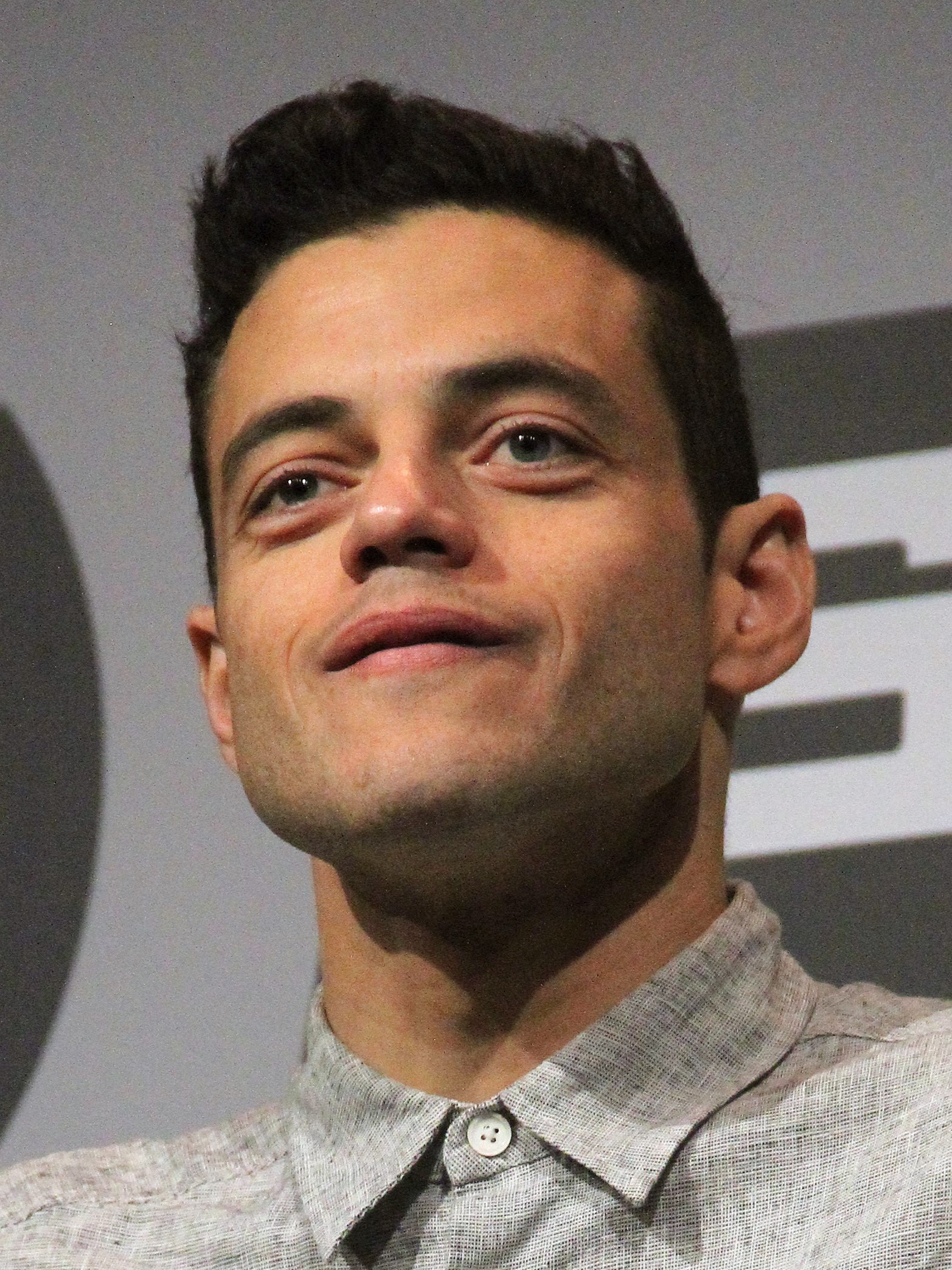
Rami Malek (Bohemian Rhapsody), winnaar mannelijke acteur in een hoofdrol

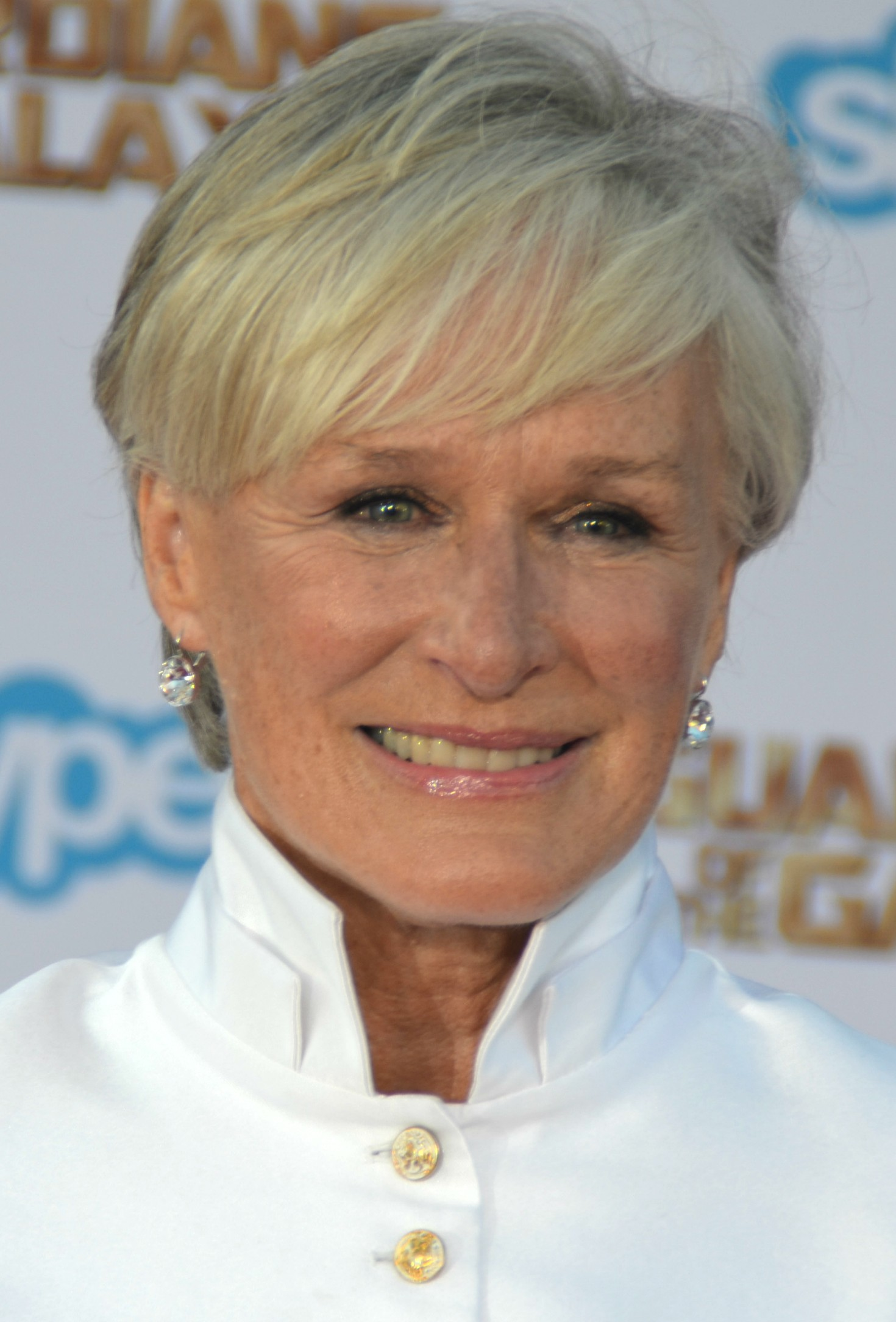
Glenn Close (The Wife), winnaar vrouwelijke acteur in een hoofdrol

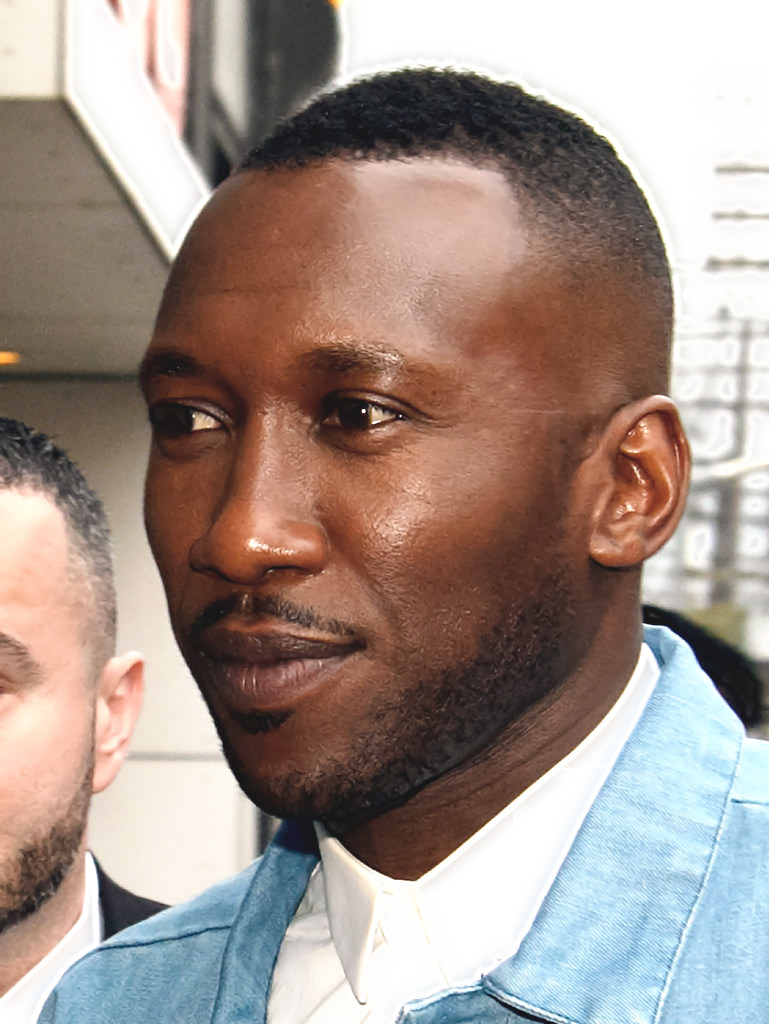
Mahershala Ali (Green Book), winnaar mannelijke acteur in een bijrol

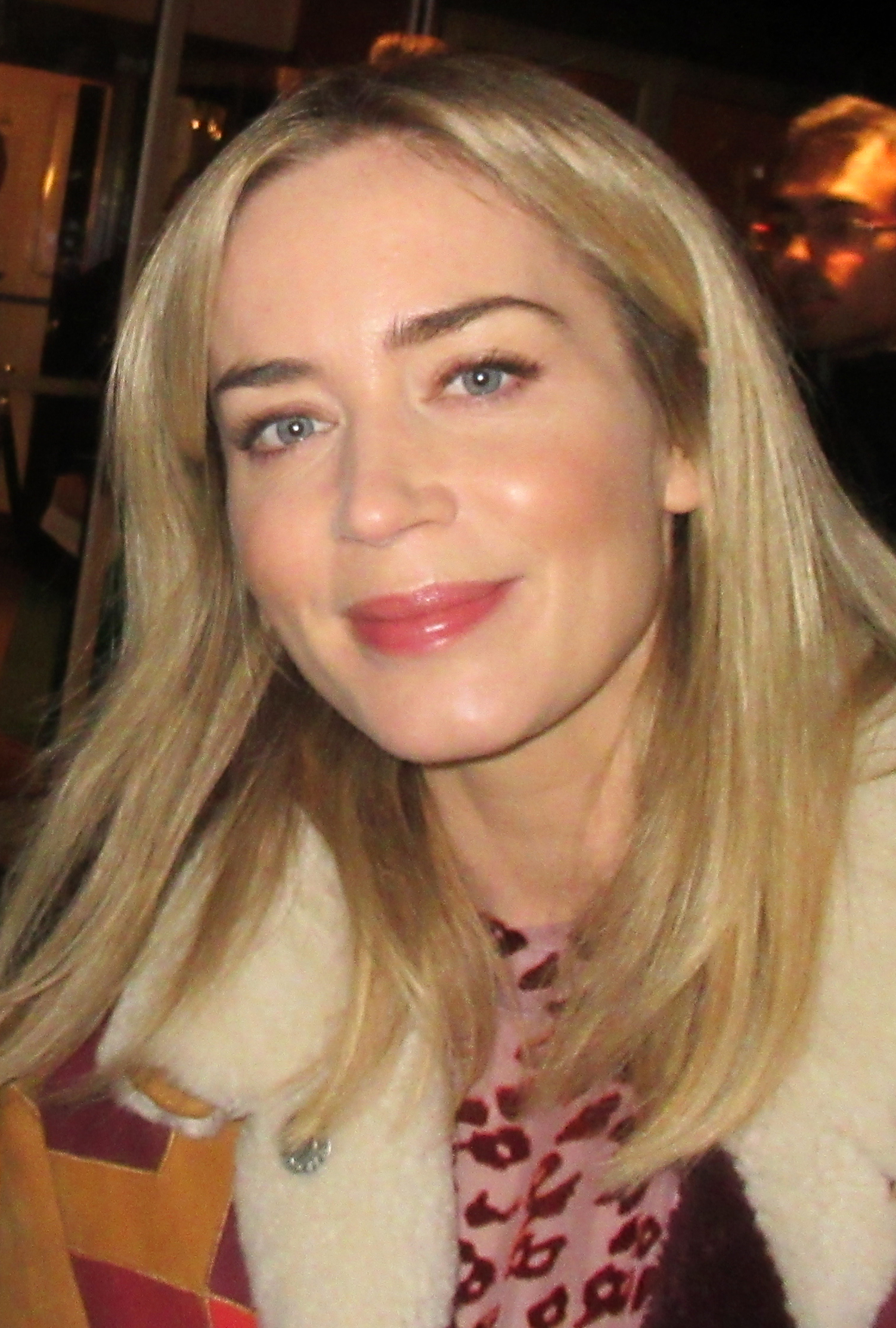
Emily Blunt (A Quiet Place), winnaar vrouwelijke acteur in een bijrol

De winnaars staan bovenaan in vet lettertype.

#### Cast in een film
Outstanding Performance by a Cast in a Motion Picture
- Black Panther
  - BlacKkKlansman
  - Bohemian Rhapsody
  - Crazy Rich Asians
  - A Star Is Born

#### Mannelijke acteur in een hoofdrol
Outstanding Performance by a Male Actor in a Leading Role
- Rami Malek - Bohemian Rhapsody
  - Christian Bale - Vice
  - Bradley Cooper - A Star Is Born
  - Viggo Mortensen - Green Book
  - John David Washington - BlacKkKlansman

#### Vrouwelijke acteur in een hoofdrol
Outstanding Performance by a Female Actor in a Leading Role
- Glenn Close - The Wife
  - Emily Blunt - Mary Poppins Returns
  - Olivia Colman - The Favourite
  - Lady Gaga - A Star Is Born
  - Melissa McCarthy - Can You Ever Forgive Me?

#### Mannelijke acteur in een bijrol
Outstanding Performance by a Male Actor in a Supporting Role
- Mahershala Ali - Green Book
  - Timothée Chalamet - Beautiful Boy
  - Adam Driver - BlacKkKlansman
  - Sam Elliott - A Star Is Born
  - Richard E. Grant - Can You Ever Forgive Me?

#### Vrouwelijke acteur in een bijrol
Outstanding Performance by a Female Actor in a Supporting Role
- Emily Blunt - A Quiet Place
  - Amy Adams - Vice
  - Margot Robbie - Mary Queen of Scots
  - Emma Stone - The Favourite
  - Rachel Weisz - The Favourite

#### Stuntteam in een film
Outstanding Performance by a Stunt Ensemble in a Motion Picture
- Black Panther
  - Ant-Man and the Wasp
  - Avengers: Infinity War
  - The Ballad of Buster Scruggs
  - Mission: Impossible – Fallout

## Televisie

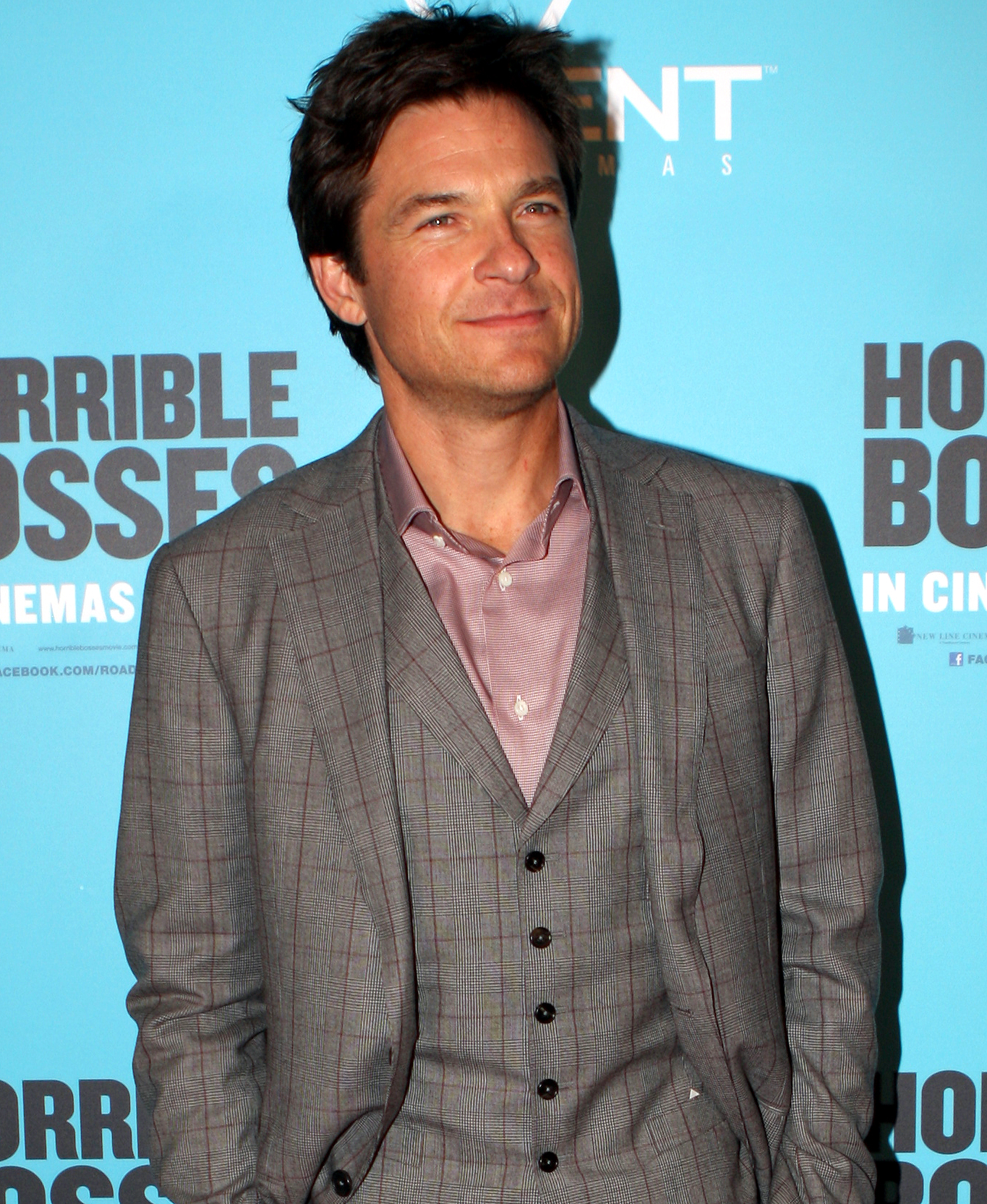
Jason Bateman (Ozark), winnaar mannelijke acteur in een dramaserie

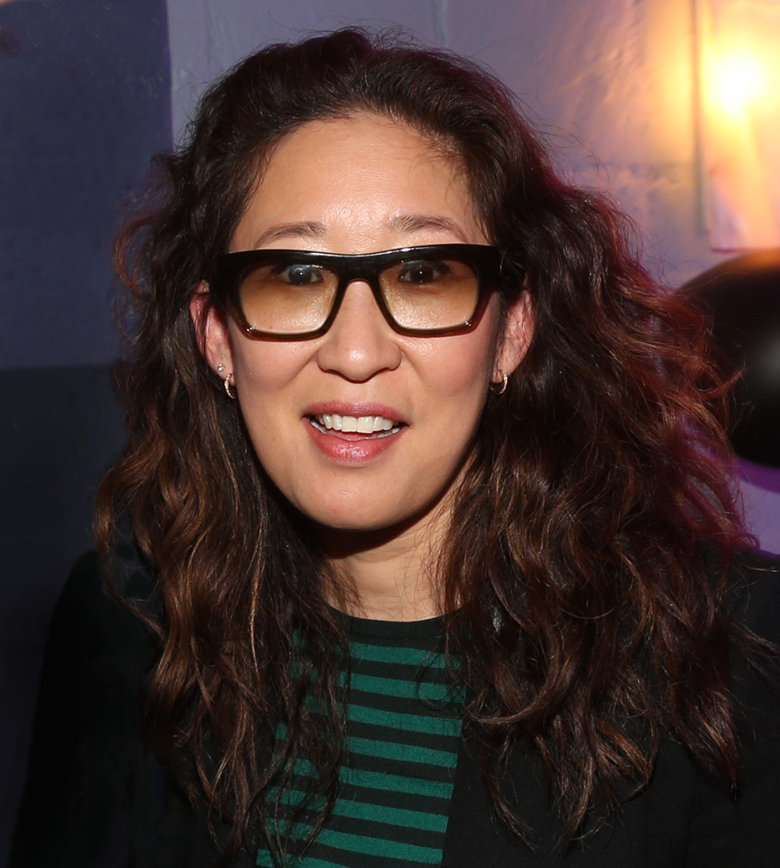
Sandra Oh (Killing Eve), winnaar vrouwelijke acteur in een dramaserie

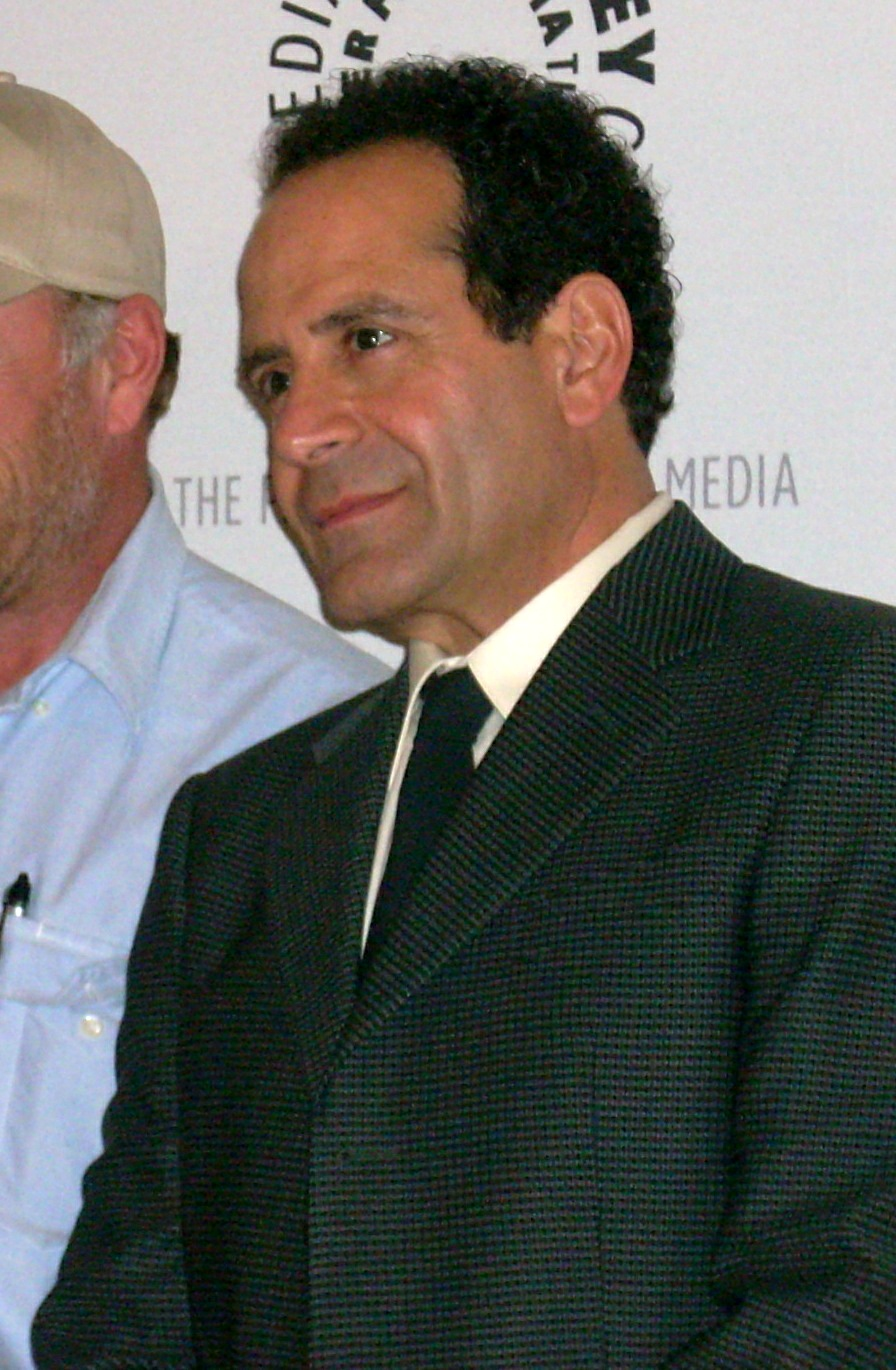
Tony Shalhoub (The Marvelous Mrs. Maisel), winnaar mannelijke acteur in een komedieserie

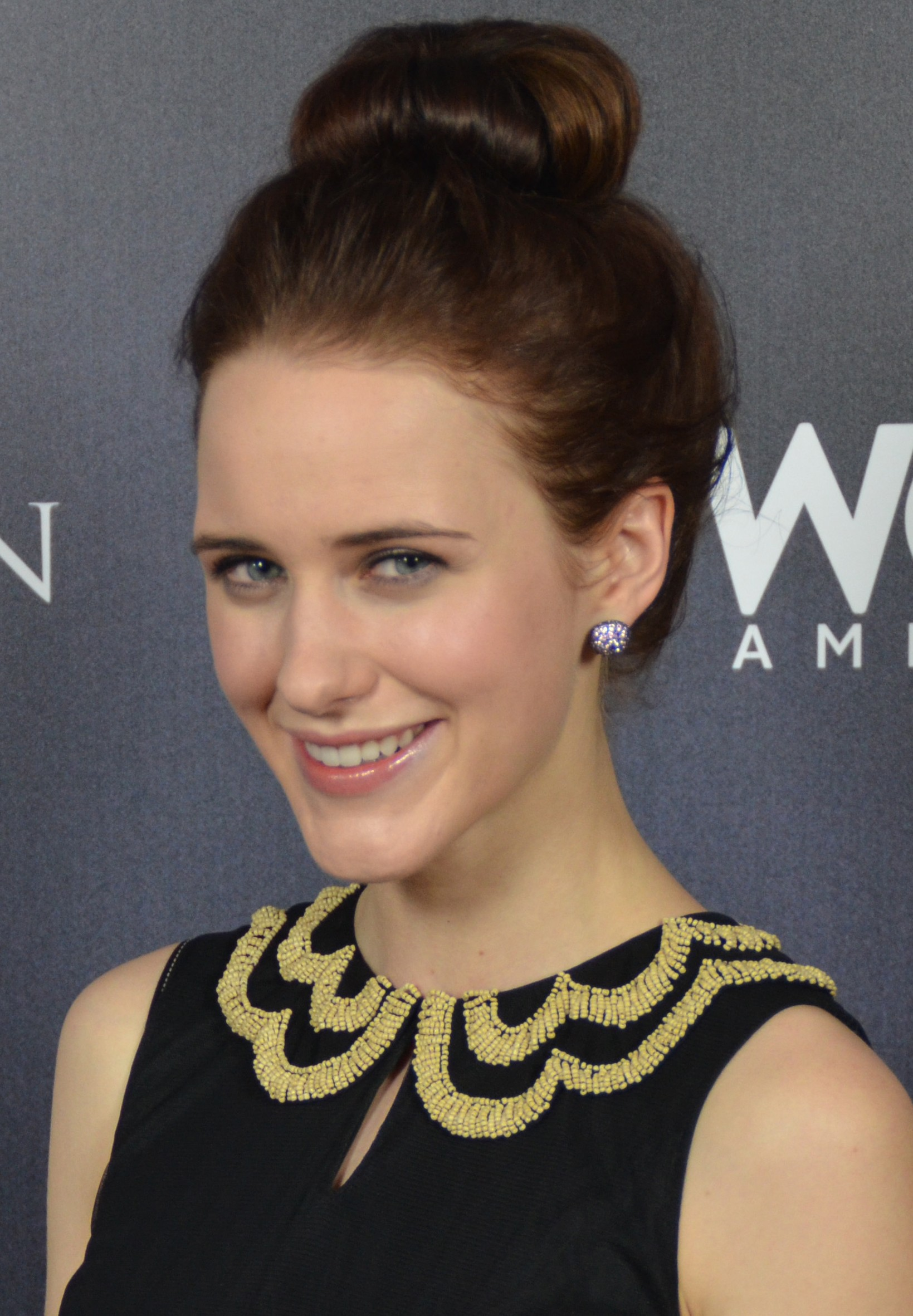
Rachel Brosnahan (The Marvelous Mrs. Maisel), winnaar vrouwelijke acteur in een komedieserie

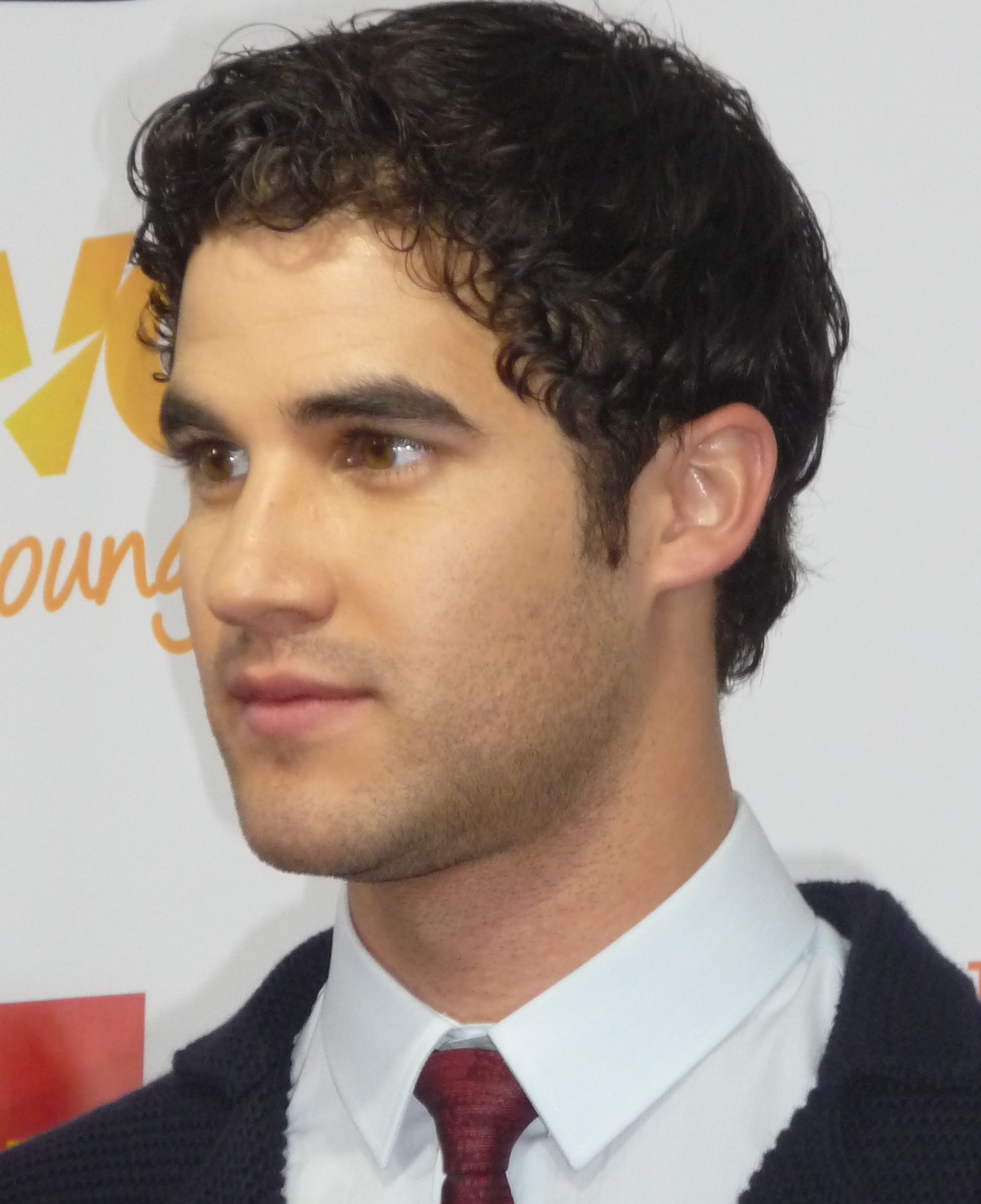
Darren Criss (The Assassination of Gianni Versace: American Crime Story), winnaar mannelijke acteur in een miniserie of televisiefilm

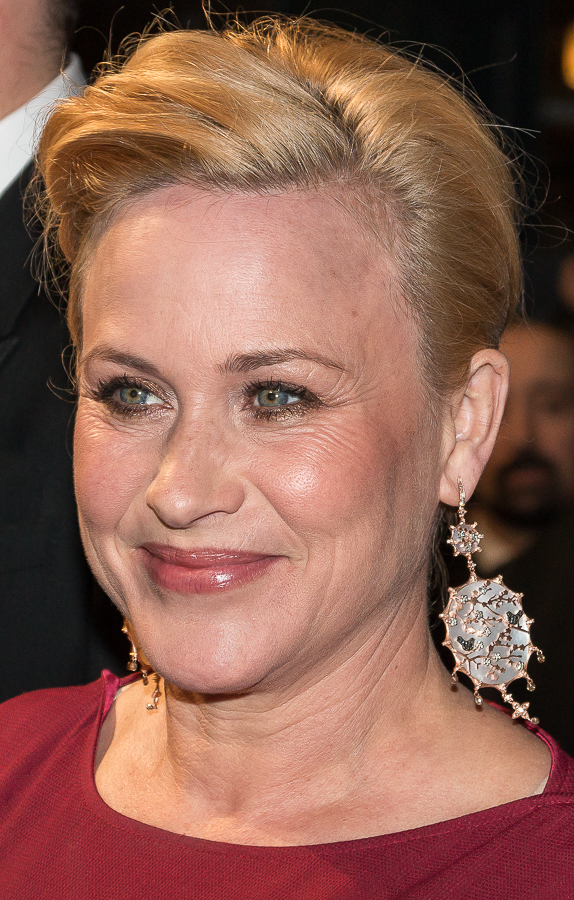
Patricia Arquette (Escape at Dannemora), winnaar vrouwelijke acteur in een miniserie of televisiefilm

De winnaars staan bovenaan in vet lettertype.

#### Ensemble in een dramaserie
Outstanding Performance by an Ensemble in a Drama Series
- This Is Us
  - The Americans
  - Better Call Saul
  - The Handmaid's Tale
  - Ozark

#### Mannelijke acteur in een dramaserie
Outstanding Performance by a Male Actor in a Drama Series
- Jason Bateman - Ozark
  - Sterling K. Brown - This Is Us
  - Joseph Fiennes - The Handmaid's Tale
  - John Krasinski - Tom Clancy's Jack Ryan
  - Bob Odenkirk - Better Call Saul

#### Vrouwelijke acteur in een dramaserie
Outstanding Performance by a Female Actor in a Drama Series
- Sandra Oh - Killing Eve
  - Julia Garner - Ozark
  - Laura Linney - Ozark
  - Elisabeth Moss - The Handmaid's Tale
  - Robin Wright - House of Cards

#### Ensemble in een komedieserie
Outstanding Performance by an Ensemble in a Comedy Series
- The Marvelous Mrs. Maisel
  - Atlanta
  - Barry
  - GLOW
  - The Kominsky Method

#### Mannelijke acteur in een komedieserie
Outstanding Performance by a Male Actor in a Comedy Series
- Tony Shalhoub - The Marvelous Mrs. Maisel
  - Alan Arkin - The Kominsky Method
  - Michael Douglas - The Kominsky Method
  - Bill Hader - Barry
  - Henry Winkler - Barry

#### Vrouwelijke acteur in een komedieserie
Outstanding Performance by a Female Actor in a Comedy Series
- Rachel Brosnahan - The Marvelous Mrs. Maisel
  - Alex Borstein - The Marvelous Mrs. Maisel
  - Alison Brie - GLOW
  - Jane Fonda - Grace and Frankie
  - Lily Tomlin - Grace and Frankie

#### Mannelijke acteur in een miniserie of televisiefilm
Outstanding Performance by a Male Actor in a TV Movie or Limited Series
- Darren Criss - The Assassination of Gianni Versace: American Crime Story
  - Antonio Banderas - Genius: Picasso
  - Hugh Grant - A Very English Scandal
  - Anthony Hopkins - King Lear
  - Bill Pullman - The Sinner

#### Vrouwelijke acteur in een miniserie of televisiefilm
Outstanding Performance by a Female Actor in a TV Movie or Limited Series
- Patricia Arquette - Escape at Dannemora
  - Amy Adams - Sharp Objects
  - Patricia Clarkson - Sharp Objects
  - Penélope Cruz - The Assassination of Gianni Versace: American Crime Story
  - Emma Stone - Maniac

#### Stuntteam in een televisieserie
Outstanding Performance by a Stunt Ensemble in a Television Series
- GLOW
  - Marvel's Daredevil
  - Tom Clancy's Jack Ryan
  - The Walking Dead
  - Westworld